# Lago de Hornborga
Lago de Hornborga (em sueco: Hornborgasjön;  PRONÚNCIA) é um lago na província histórica da Västergötland, no sul da Suécia. Está situado a 15 km a sudeste de Skara e a 11 km a norte de Falköping.
É uma grande atração turística, anualmente palco da chegada de milhares de grous na primavera, que aí fazem uma pausa antes de continuarem a voar para os seu locais de nidificação, e mais tarde regressam para nova pausa antes irem para o Sul passar o inverno.  Às vezes chegam a estar lá mais de 12 000 grous. Em 2008, foram contadas 18 500 aves, e em 2010, 11 000.

## Etimologia
O nome do lago provem do nome de uma paróquia existente na margem oriental do referido lago – Hornborga. O termo está registado em 1741 como Hornborga-siön ("lago de Hornborga").
Por sua vez, o nome Hornborga deriva do nome de um rio chamado Hornborgaån, que por sua vez deriva possivelmente da palavra *Hornbora em sueco antigo ("fornsvenska"), significando ”rio com curva acentuada”

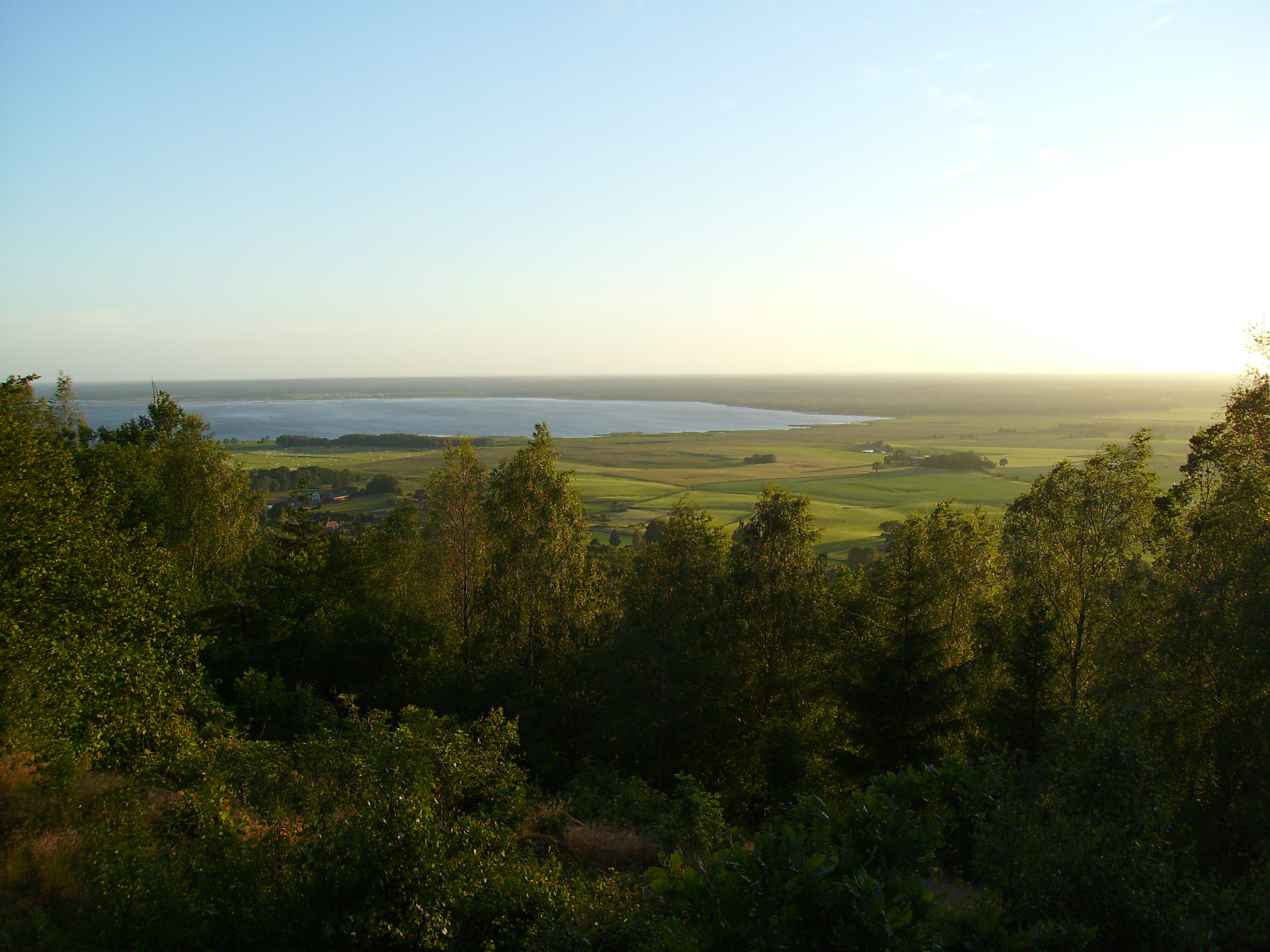
O lago Hornborgasjön visto da montanha de Billingen
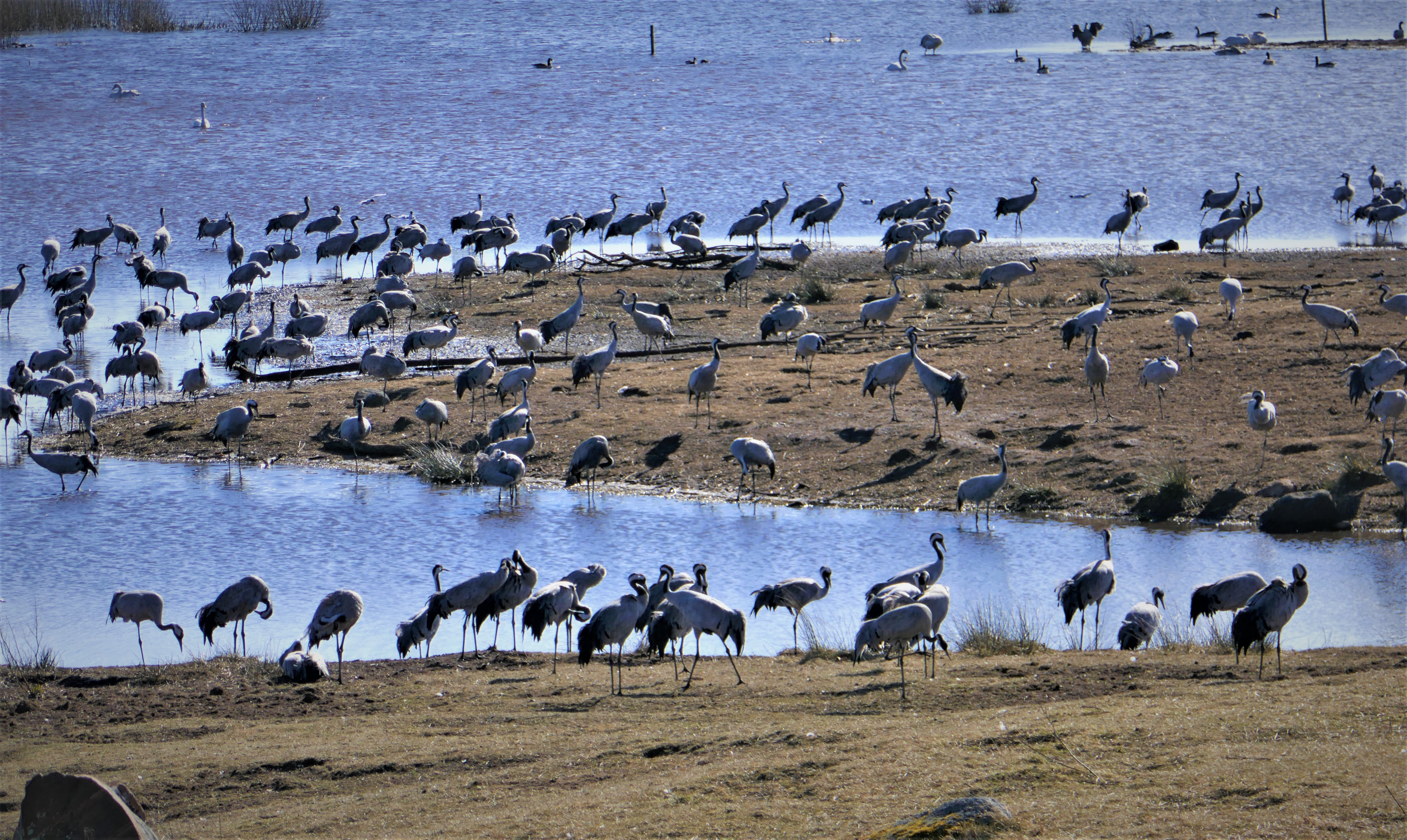
Chegada dos grous
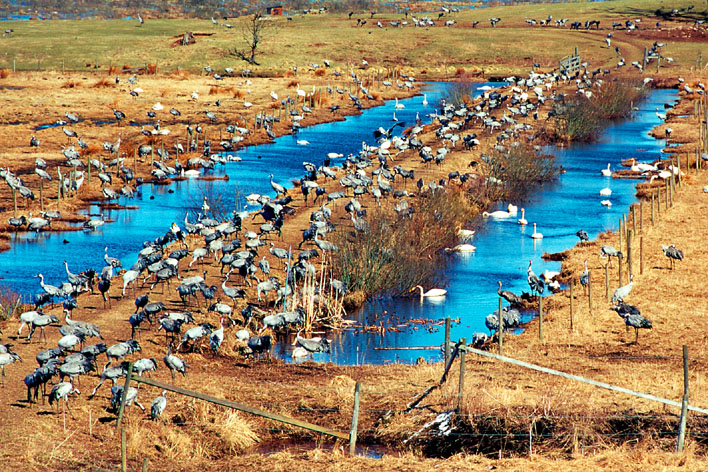
Os grous no Lago Hornborgasjön
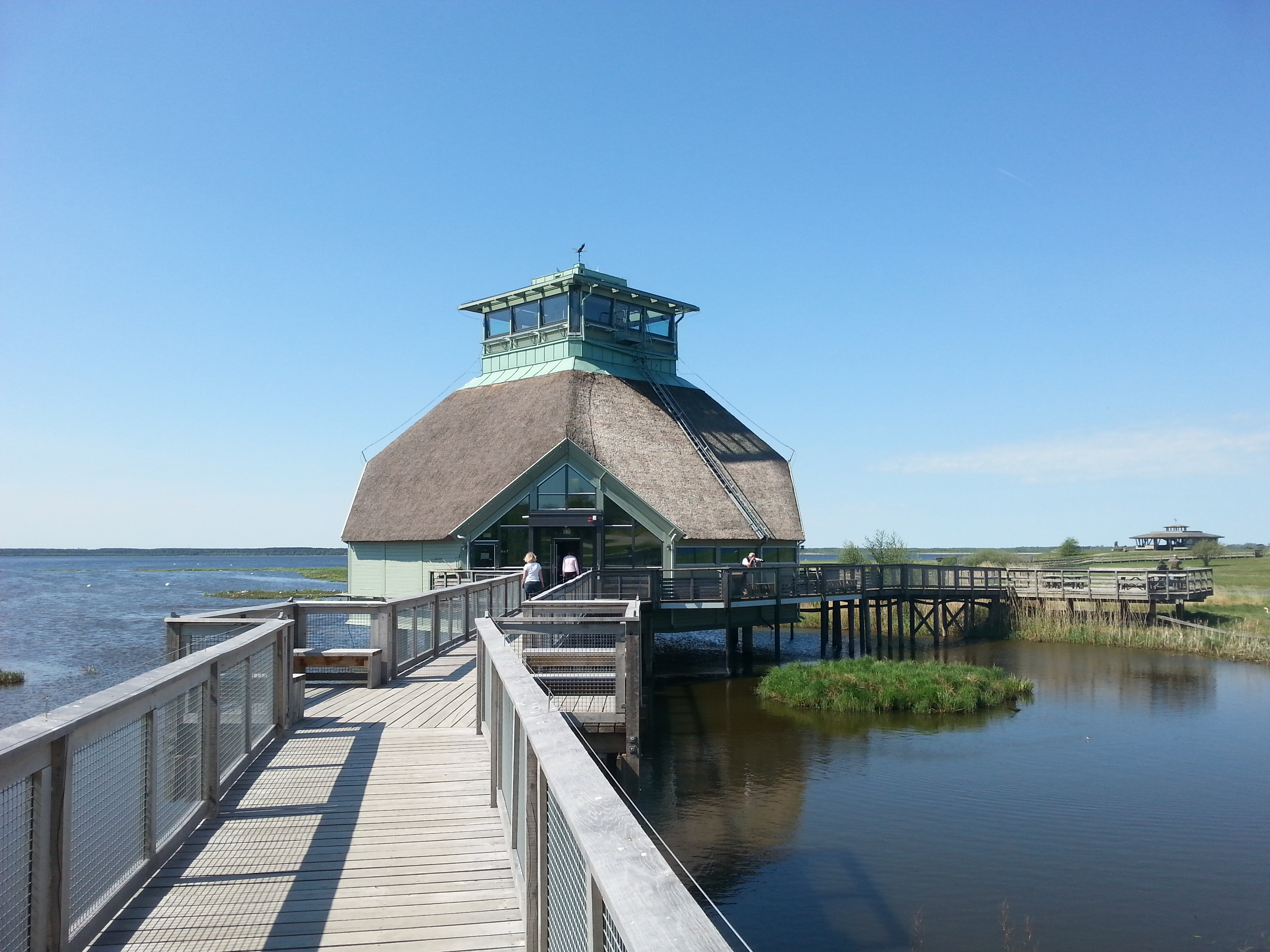
O centro de exposições e informação Naturum